# Heinrich Mittag (Grafiker)
Heinrich Mittag (* 10. Oktober 1859 in Hannover; † 13. Mai 1920 ebenda) war ein deutscher Maler und Gebrauchsgrafiker.

## Leben
Heinrich Mittag studierte erst an der Kunstgewerbeschule in Hannover bei Friedrich Kaulbach und  Hermann Schaper, bevor er ab 1883 die Technische Hochschule Hannover besuchte. Im selben Jahr wurde er Mitglied der Bauhütte zum weißen Blatt.
Bei Innenausmalungen von Sakral- und Profanbauten stand Mittag der Hannoverschen Schule nahe: 1887 bis 1889 malte er Wände und Decken im Hildesheimer Rathaus aus. Anschließend schuf er Innendekorationen in der Frauenkirche in Grimma.

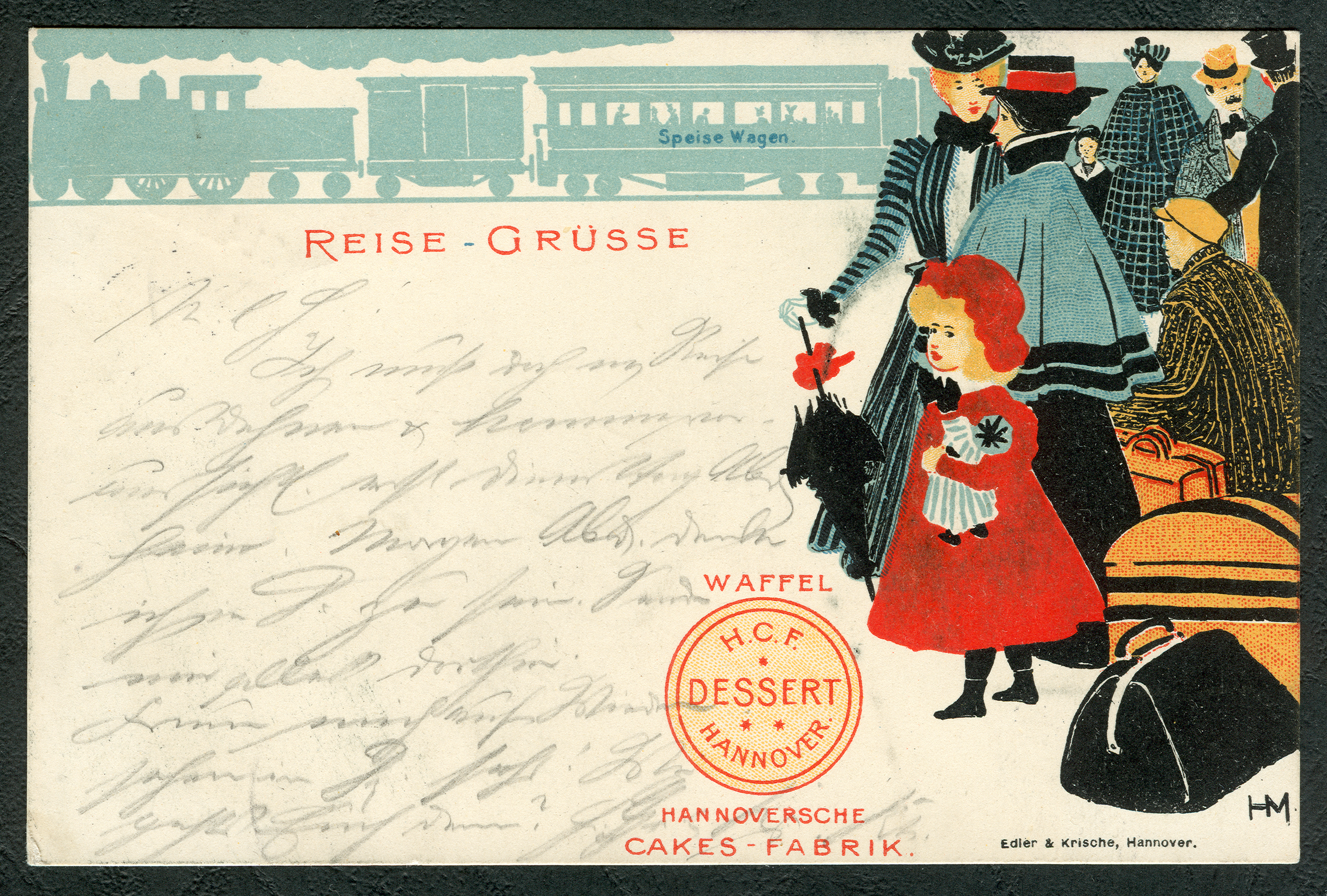
Um 1898: Eine von vier Werbekarten aus der Serie IV für die „Hannoversche Cakes Fabrik“

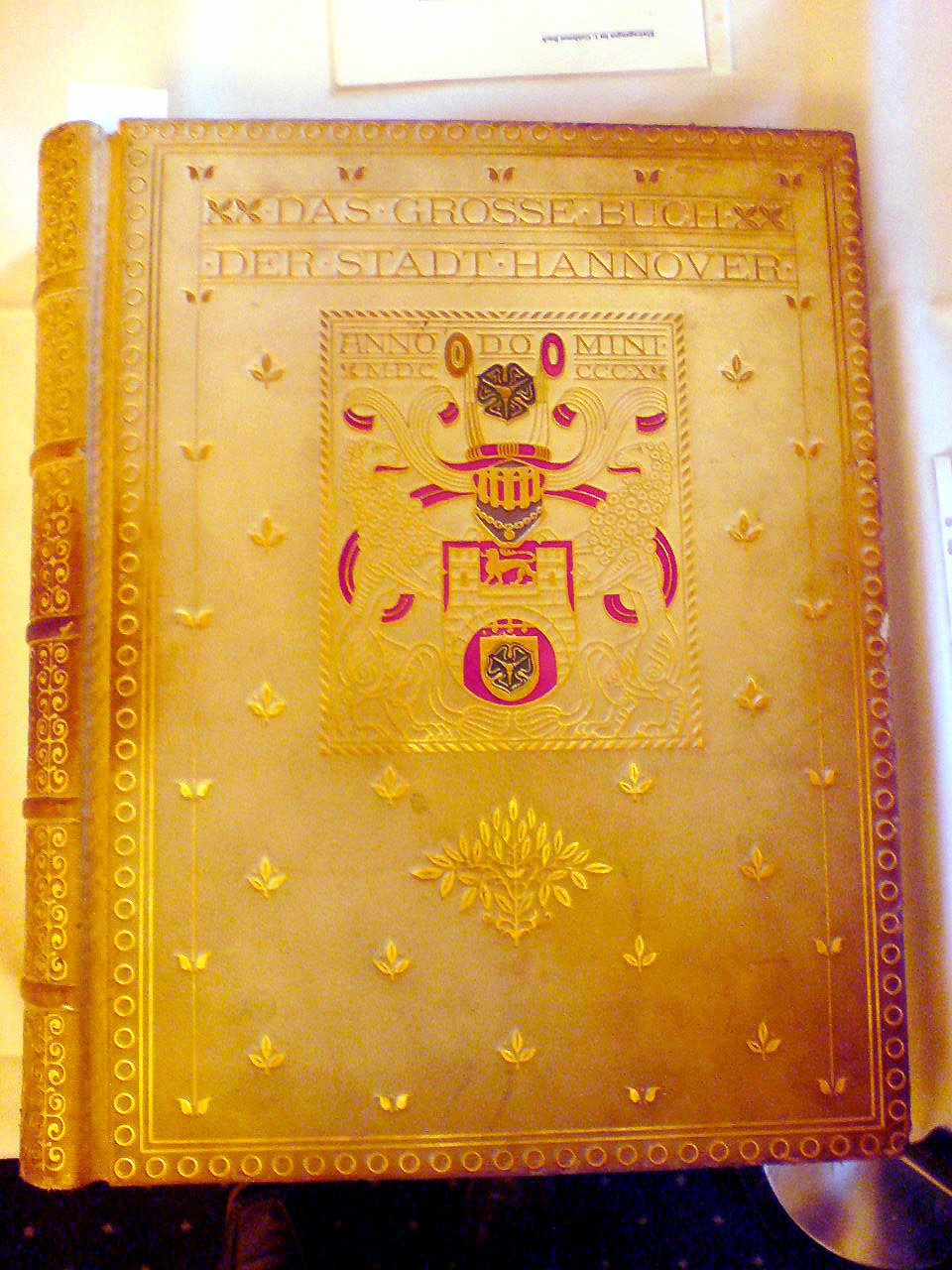
„Das große Buch der Stadt Hannover“ von 1910, im Auftrag der Geschäftsbücherfabrik J. C. König & Ebhardt

1890 trat Mittag dem Hannoverschen Künstlerverein bei und wirkte seitdem insbesondere als Gebrauchsgrafiker: Bereits 1897 schuf er die erste Serie (von mehreren) aus Werbepostkarten mit sieben verschiedenen Motiven vom Typ „Gruß aus …“ (aus denen sich drei Paare ergeben) für die „H.C.F“, die „Hannoversche Cakes-Fabrik“. 1904 schuf er grafische Entwürfe für neue Verpackungen von Bahlsen. Auch lieferte er einen Entwurf für Das Große Buch der Stadt Hannover.

## Werke (unvollständig)
- 1887–1889: Wand- und Deckenmalereien im Rathaus Hildesheim
- 1889–1890: Dekoration in der Frauenkirche Grimma
- 1904: Gebrauchsgrafik (Entwurf) für neue Verpackungen der Firma Bahlsen
- 1909: Grafik für eine Zeitungs-Anzeige für Bahlsens Leibniz-Keks[2]
- Entwurf für Das Große Buch der Stadt Hannover,[3] das spätere Goldene Buch der Stadt Hannover.[4]